# Aphanopus intermedius
Aphanopus intermedius is een  straalvinnige vissensoort uit de familie van haarstaarten (Trichiuridae). De wetenschappelijke naam van de soort is voor het eerst geldig gepubliceerd in 1983 door Parin.